# The End of the Affair
The End of the Affair (bra: Fim de Caso; prt: O Fim da Aventura) é um filme teuto-britano-estadunidense de 1999, do gênero drama romântico de guerra, escrito e dirigido por Neil Jordan, baseado no romance  de Graham Greene The End of the Affair, publicado em 1951.
A obra de Greene já havia sido adaptada para o cinema em 1955, com o nome de The End of the Affair, dirigido por Edward Dmytryk.

## Elenco
- Ralph Fiennes.... Maurice Bendrix
- Stephen Rea.... Henry Miles
- Julianne Moore.... Sarah Miles
- James Bolam.... sr. Savage
- Ian Hart.... sr. Parkins
- Sam Bould.... Lance Parkis
- Adrien Brody... sr. Stein
- Jaime Bell... Alexander Orenstein
- Colin Farrel...gen. Valka

## Prêmios e indicações
| Prêmio             | Categoria                         | Recipiente                   | Resultado |
| ------------------ | --------------------------------- | ---------------------------- | --------- |
| Oscar 2000         | Melhor atriz                      | Juliane Moore                | Indicado  |
| Oscar 2000         | Melhor fotografia                 | Roger Pratt                  | Indicado  |
| Globo de Ouro 2000 | Melhor filme - drama              | Stephen Woolley, Neil Jordan | Indicado  |
| Globo de Ouro 2000 | Melhor direção                    | Neil Jordan                  | Indicado  |
| Globo de Ouro 2000 | Melhor atriz - drama              | Juliane Moore                | Indicado  |
| Globo de Ouro 2000 | Melhor trilha sonora              | Michael Nyman                | Indicado  |
| BAFTA 2000         | Melhor direção                    | Neil Jordan                  | Indicado  |
| BAFTA 2000         | Melhor roteiro adaptado           | Neil Jordan                  | Venceu    |
| BAFTA 2000         | Melhor atriz                      | Julianne Moore               | Indicado  |
| BAFTA 2000         | Melhor ator                       | Ralph Fiennes                | Indicado  |
| BAFTA 2000         | Melhor trilha sonora              | Michael Nyman                | Indicado  |
| BAFTA 2000         | Melhor cinematografia             | Roger Pratt                  | Indicado  |
| BAFTA 2000         | Melhor figurino                   | Sandy Powell                 | Indicado  |
| BAFTA 2000         | Melhor filme                      | Stephen Woolley, Neil Jordan | Indicado  |
| BAFTA 2000         | Melhor maquiagem e caracterização | Christine Beveridge          | Indicado  |
| BAFTA 2000         | Melhor design de produção         | Anthony Pratt                | Indicado  |

## Sinopse
Ambientado em Londres durante a Segunda Guerra Mundial, narra o romance entre Maurice Bendrix (Ralph Fiennes), um romancista, e Sarah Miles (Julianne Moore), mulher casada que um dia, sem explicação, põe fim ao caso. Para descobrir o motivo, um detetive é contratado para investigar.